# Hipólito Jesús Paz
Hipólito Jesús Paz (Buenos Aires, 9 de enero de 1917 - Buenos Aires, 16 de junio de 2013) fue un político, abogado, diplomático y músico argentino. Hipólito Paz tuvo una extensa carrera en la actividad diplomática. Militó desde joven en el Partido Justicialista –desde cuando se llamaba Partido Peronista– y fue Ministro de Relaciones Exteriores durante la presidencia de Juan Domingo Perón.

## Primeros años
Se crio en el seno de una familia acomodada en un petit hotel del Barrio Norte de Buenos Aires. Su padre Jesús Hipólito Paz Campero, era tucumano, hijo de un renombrado dirigente liberal de esa provincia, José Gabriel Paz Alcaraz y de Tránsito Campero, quien a su vez era descendiente de una antigua familia tucumana, emparentada con los titulares del Marquesado de Yavi o del Valle del Tojo. Su padre, conocido como el "Fiero Paz" era agnóstico y su madre, Ana Gutiérrez Saénz Valiente, en cambio, muy religiosa. Su abuelo materno era José María Gutiérrez, un destacado dirigente mitrista y uno de los más estrechos colaboradores de Bartolomé Mitre. Estudió en la escuela católica Colegio Champagnat, cercana a su casa.

## Carrera profesional
Cursó estudios en la Facultad de Derecho y Ciencias Sociales de la Universidad de Buenos Aires, donde se graduó en 1940 de abogado con la Medalla de Oro de su promoción. Posteriormente obtuvo el diploma de Doctor en jurisprudencia con la tesis Los efectos del caso juzgado civil sobre la acción penal y el primer premio de la Institución Mitre por su ensayo sobre el dogma socialista de la Asociación de Mayo. Fue designado profesor adjunto de Derecho Penal e integró el Comité Consultivo del Centro Argentino de Relaciones Internacionales
Fue ministro de Relaciones Exteriores y Culto (1949-1951), embajador por su país en los Estados Unidos (1951-1955) y en 1952 presidió la delegación argentina ante la Asamblea General de las Naciones Unidas reunida en París. En 1975 fue designado abogado consultor del Banco de la Nación Argentina y posteriormente se lo nombró embajador en Grecia (1985-1990) y en Portugal (1990-1992).
Ha escrito colaboraciones en la Revista Estrategia, especializada en política internacional y escrito diversos artículos y ensayos en esa materia.

## Carrera artística
Apasionado desde joven por el tango, grabó varios discos y fue miembro de la Academia Nacional del Tango y de la Academia Nacional del Lunfardo. Es autor de la letra del tango “Ahora”, cuya música compuso Mariano Mores.
Como escritor publicó los libros de cuentos El Abismo, que obtuvo el primer premio de Literatura de la Ciudad de Buenos Aires; Un señor de lentes, premio de la Editorial Emecé y Cuando chilla el búho. También publicó su autobiografía Memorias. Vida pública y privada de un argentino en el siglo XX.